# Julián del Águila
Julián del Águila de los Ríos fue un sacerdote y político peruano. Fue el primer parlamentario elegido por el departamento de Loreto y el principal impulsor de la elevación de la provincia litoral de Loreto a la categoría de departamento. Impulsaron también el otorgamiento de categoría de ciudad a la villa de Saposoa y su rango de capital de la provincia de Huallaga
Fue elegido como miembro de la Convención Nacional del Perú (1855) por la entonces provincia litoral de Loreto, específicamente la provincia de Bajo Amazonas entre 1855 y 1857 que, durante el segundo gobierno de Ramón Castilla, elaboró la Constitución de 1856, la sexta que rigió en el país. 
Fue elegido diputado por la provincia de Alto Amazonas entre 1872 y 1876 y por la entonces provincia loretana de Huallaga entre 1876 y 1881. Junto con los parlamentarios loretanos Manuel María Pérez, Manuel del Águila, Vicente Najar, Ambrosio Becerril fue de los que impulsó la declaración de Loreto como departamento del Perú.